# Riu Sonora
El riu Sonora és un riu de Mèxic de 402 quilometres de longitud. Es troba al vessant del Pacífic de l'estat mexicà de Sonora i desemboca al Golf de Califòrnia.

## Conca hidrogràfica
La conca del riu Sonora cobreix 26.000 km² de terres, i les seves pendents varien des d'orientacions pronunciades a la part alta de la conca fins a topografies més graduals a les valls. La conca del riu Sonora es subdivideix en sis conques de menor grandària.

## Ecologia
Les comunitats biòtiques que es troben dins de la conca en ordre d'importància per l'àrea coberta són els matollars de Sinaloa, les planes de la subdivisió de Sonora, les pastures semidesèrtiques, els boscos de fulla perenne de Sierra Madre, i la subdivisió de la costa del golf central. La precipitació mitjana anual és de 375 mil·límetres i es concentra principalment en dues estacions, a finals de l'estiu o principis de la tardor i a l'hivern o principis de primavera.
El naturalista Edgar Alexander Mearns va informar el 1907 de que la presència del castor americà (Castor canadensis) al riu Sonora podria ser la zona més meridional de l'àrea de distribución d'aquest mamífer aquàtic de Nord-amèrica.